# Passais-Villages
Passais-Villages – gmina we Francji, w regionie Normandia, w departamencie Orne. W 2013 roku liczba ludności wynosiła 1222 mieszkańców.
Gmina została utworzona 1 stycznia 2016 roku z połączenia trzech ówczesnych gmin: L’Épinay-le-Comte, Passais oraz Saint-Siméon. Siedzibą gminy została miejscowość Passais.